# Rodas
Rodas là một đô thị và thành phố ở tỉnh Cienfuegos của Cuba.
Năm thành lập là 1859 với tên Lechuzo. Năm 1879, tên được đổi thành Rodas để vinh danh tướng Caballero de Rodas. Đô thị này được chia thành các phường (barrio) Ariza, Cabecera, Cartagena, Ciego Montero, Congojas, Jabacoa, Limones, Medidas, Santiago, Soledad và Turquino.

## Thông tin nhân khẩu
Năm 2004, đô thị Rodas có dân số 33.477 người. Diện tích là 552 km² (213,1 mi²), với mật độ dân số là 60,6người/km² (157người/sq mi).